# Нтаче
Нта́че (англ. Nthache) — традиційна громада у складі дистрикту Мванза Південного регіону Малаві.
Населення — 43190 осіб (2018).